# Thống chế Đế chế (Đức)

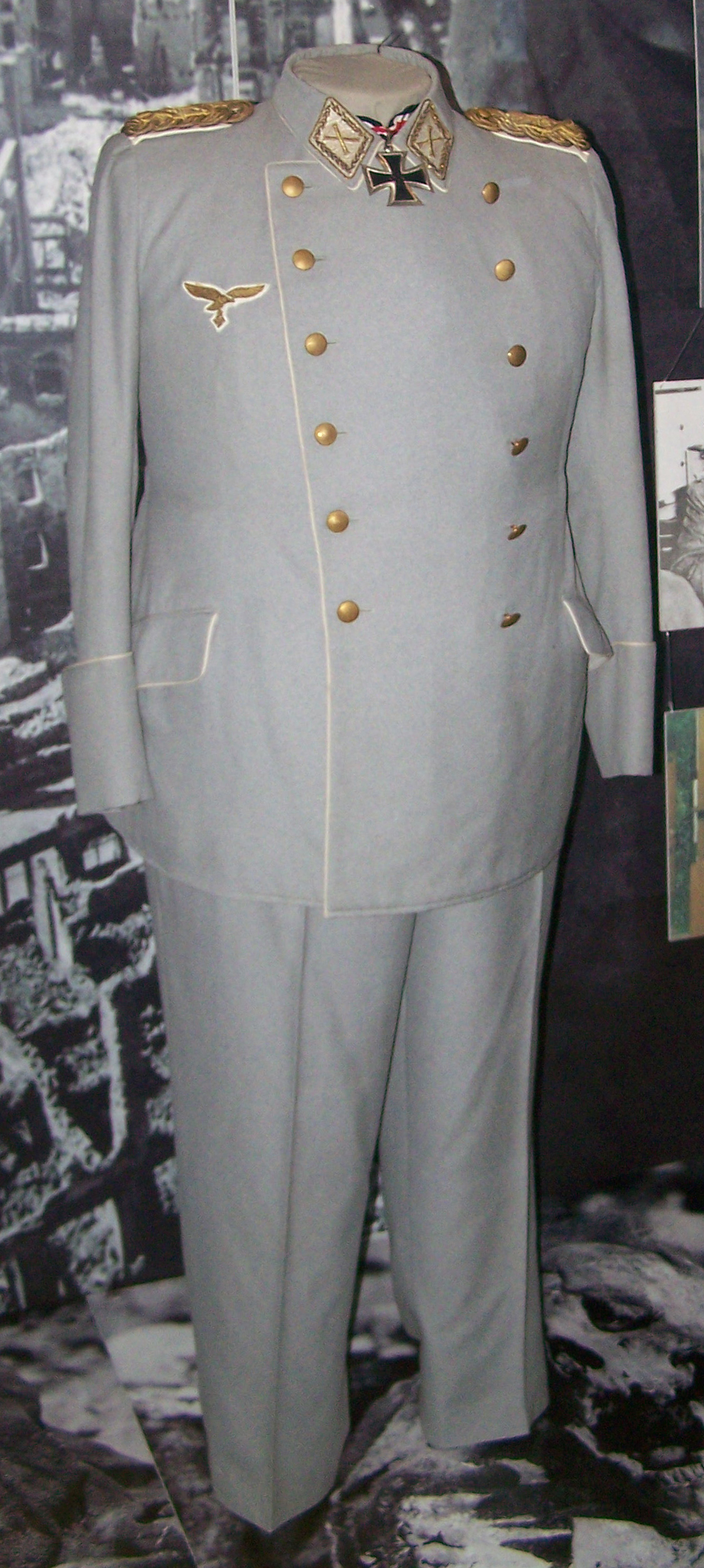
Quân phục Thống chế Đế chế nguyên bản của Hermann Göring trong Bảo tàng Không quân Đức ở Berlin.

Thống chế Đế chế (tiếng Đức: Reichsmarschall) là quân hàm cao nhất trong lực lượng Wehrmacht của Đức Quốc xã trong Thế chiến thứ hai.

## Lịch sử

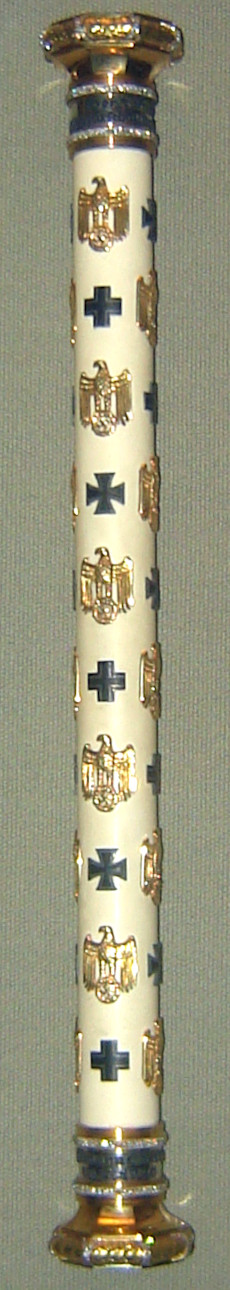
Baton Thống chế Đế chế nguyên bản của Hermann Göring tại Bảo tàng West Point

Danh xưng Reichserzmarschall ban đầu được tạo ra vào thế kỷ XII, trong thời kỳ Đế quốc La Mã Thần thánh. Trong thời kỳ Đế quốc Đức và Thế chiến thứ nhất, không ai trong Quân đội Đức được phong cấp bậc này.
Trong Thế chiến thứ hai, Hermann Göring, Tổng tư lệnh của Luftwaffe, là người duy nhất được phong cấp bậc Thống chế Đế chế. Ông ta đã được chính Adolf Hitler phong hàm trong dịp Lễ Thống chế năm 1940 vào ngày 19 tháng 7, với mục đích phân biệt với các thống chế Wehrmacht khác được phong ngày hôm đó, xác nhận vị trí như là người kế nhiệm của Hitler.
Tuy nhiên, vào tháng 4 năm 1945, khi Göring đề nghị Hitler trao lại quyền lãnh đạo, Hitler đã tước bỏ Göring khỏi vị trí kế vị, và thay vào đó là Đại đô đốc Karl Dönitz. Mặc dù quyết định đã được đưa ra vào trước ngày Hitler tự sát (30 tháng 4 năm 1945), nhưng thông báo của Martin Bormann và Joseph Goebbels đã bị trì hoãn cho đến 1 tháng 5 năm 1945.

## Hiệu kỳ chính thức

Hiệu kỳ từ năm 1940 đến 1941 (mặt trái)
Hiệu kỳ từ năm 1940 đến 1941 (mặt phải)
Hiệu kỳ từ năm 1941 đến 1945 (mặt trái)
Hiệu kỳ từ năm 1941 đến 1945 (mặt phải)

## Phù hiệu cấp bậc

Cầu vai
Cổ áo